# Колпино (река)
Колпино — река в России, протекает по Окуловскому и Крестецкому (небольшой участок) районам Новгородской области. Устье реки находится в 46 км по левому берегу реки Волма. Длина реки составляет 19 км.
На берегу реки стоят деревни Берёзовикского сельского поселения Заречье и Лапустино, а ближе к устью на правом берегу стоит деревня Корпово Боровёнковского сельского поселения.

## Данные водного реестра
По данным государственного водного реестра России относится к Балтийскому бассейновому округу, водохозяйственный участок реки — Мста без реки Шлина от истока до Вышневолоцкого г/у, речной подбассейн реки — Волхов. Относится к речному бассейну реки Нева (включая бассейны рек Онежского и Ладожского озера).
Код объекта в государственном водном реестре — 01040200212102000021343.

## Топографическая карта
- Лист карты O-36-54 Торбино. Масштаб: 1 : 100 000. Состояние местности на 1983 год. Издание 1988 г.